# 행운버거
행운버거는 맥도날드의 동아시아, 동남아시아 지점에서 연말연시에만 파는 버거다.